# Franklin M. Robinson
Franklin Marquieth „Frank“ Robinson (* 1. Juni 1984 in Compton, Kalifornien) ist ein US-amerikanischer Basketballspieler. Nach dem Studium in seinem Heimatland begann Robinson 2008 eine Karriere als Basketballprofi in Europa. Robinson spielte auch zweimal kurzzeitig in der deutschen Basketball-Bundesliga.

## Karriere
Robinson wechselte 2003 zum Studium an die East Carolina University in den Ostküstenstaat North Carolina, wo er für die Hochschulmannschaft Pirates in der NCAA aktiv war. Bereits nach einem Jahr kehrte er nach Kalifornien an die Westküste zurück und setzte sein Studium an der California State University, Fullerton fort. Nach den Regularien der NCAA musste er durch den Hochschulwechsel ein Jahr von Meisterschaftsspielen aussetzen und spielte ab 2005 für die Titans genannte Mannschaft seiner neuen Hochschule in der Big West Conference. Ähnlich wie die East Carolina Pirates sind die Titans keine Mannschaft, die üblicherweise im Basketball um die Conference-Titel mitspielt. So war es eine Überraschung, als man nach dem Verlust von Bobby Brown 2008 erstmals nach dreißig Jahren das Meisterschaftsturnier der Big West gewann. In der ersten Runde der landesweiten NCAA-Endrunde verlor man anschließend gegen die favorisierten Badgers der University of Wisconsin–Madison. Robinson erreichte in seinen drei Spielzeiten für die Titans über 1.000 Punkte und 500 Rebounds.
Nachdem Robinson 2008 im NBA Draft nicht von einem Klub aus der am höchsten dotierten Profiliga NBA ausgewählt worden war, begann er eine Karriere in Europa und spielte zunächst für den slowenischen Double-Gewinner KK Union Olimpija aus der Hauptstadt Ljubljana. Nachdem die Mannschaft im höchsten europäischen Vereinswettbewerb EuroLeague 2008/09 frühzeitig ausgeschieden war, verließ Robinson den Verein vorzeitig und wurde im Februar 2009 von EnBW Ludwigsburg für den Rest der BBL-Spielzeit 2008/09 verpflichtet. Robinson konnte dem Verein jedoch nicht mehr zum Einzug in die Play-offs um die deutsche Meisterschaft verhelfen. Für die darauffolgende Spielzeit kehrte er in sein Heimatland zurück und spielte in der NBA Development League für die D-Fenders aus Los Angeles. Doch auch hier gelang ihm nicht der Sprung in die NBA und zur folgenden Saison wechselte er 2010 nach Israel, die auch zum Gültigkeitsbereich des Kontinentalverbands FIBA Europa gehören. Mit Maccabi aus Haifa erreichte er im europäischen Wettbewerb EuroChallenge 2010/11 die zweite Runde der besten 16 Mannschaften; in der Meisterschaft erreichte man nach zwei Trainerwechseln jedoch nur den neunten Platz in der Ligat ha’Al.
Die Spielzeit 2011/12 begann Robinson für den georgischen Verein Sochumi, der in Tiflis spielt. Dieser hatte sich zudem mit zwei weiteren Landsleuten von Robinson, dem ehemaligen Topscorer der EuroLeague 2007/08 Marc Salyers und dem ehemaligen Bundesliga-Spieler Brandon Gay verstärkt. Trotzdem scheiterte man bereits in der Qualifikationsrunde zur EuroChallenge 2011/12 deutlich. Nachdem es zu Streitigkeiten um die Zahlungen an die „Legionäre“ gekommen war, verließen diese den Verein. Robinson, der sich den Artland Dragons anschließen wollte, erhielt zunächst keine Freigabe des Vereins und kehrte schließlich in die israelische Liga zurück, wo er in Givat Schmuel für Habik’a spielte. Am Ende der Spielzeit tauschte der Verein seinen Platz in der höchsten Spielklasse mit Hapoel Eilat. Robinson wechselte jedoch für die Spielzeit 2012/13 nach Polen zum dortigen Serienmeister Asseco Prokom aus Gdynia. In der EuroLeague 2012/13 war man wenig erfolgreich und blieb in der Vorrunde unter anderem hinter dem deutschen Vertreter Alba Berlin zurück, was Robinson bereits 2008 mit Union Olimpija widerfahren war. Daraufhin trennten sich der Verein und Robinson bereits Ende November wieder. Über den Jahreswechsel spielte Robinson dann in der Basketball Superliga Ukraine für BK Budiwelnyk aus Kiew. Der Verein spielte zudem erfolgreich im zweiten europäischen Vereinswettbewerb Eurocup 2012/13, doch Robinsons Vertrag wurde Anfang Februar 2013 nicht mehr verlängert. Robinson wurde daraufhin vom deutschen Erstligisten s.Oliver Baskets aus Würzburg unter Vertrag genommen, der jedoch den Einzug in die Meisterschafts-Play-offs der Basketball-Bundesliga 2012/13 knapp verpasste.
Zur Saison 2013/14 wechselte Robinson zum finnischen Meister Nilan Bisons aus Loimaa. Im Eurocup 2013/14 scheiterte die Mannschaft mit ausgeglichener Bilanz nur wegen des schlechteren direkten Vergleichs am Einzug in die zweite Gruppenphase. Etwas überraschend verlor der Titelverteidiger in der heimischen Korisliiga bereits im Play-off-Halbfinale gegen Joensuun Kataja. In die Saison 2014/15 startete Robinson in der griechischen A1 Ethniki beim Athener Vorortklub Panelefsiniakos. Nach schlechtem Saisonstart verließ er die Mannschaft zum Jahreswechsel und wechselte erneut nach Israel, wo er die Saison für Erstliga-Rückkehrer Ironi aus Naharija zu Ende spielte, der auf dem zehnten und drittletzten Platz den Klassenerhalt erreichte. Nach einem kurzen Engagement für einen türkischen Zweitligisten bekam Robinson zur Saison 2016/17 einen Vertrag beim früheren serbische Serienmeister Partizan Belgrad unter Trainer Aleksandar Džikić, der Robinson bereits bei seiner ersten professionellen Station in Ljuljana trainiert hatte. Partizan ist für den EuroCup 2016/17 gemeldet und spielt zudem in der ABA-Liga 2016/17.